# Fernando Montero
Fernando Montero Mata (Limón, 1 de noviembre de 1948) es un exfutbolista profesional costarricense.

## Trayectoria
Inició su carrera en la Asociación Deportiva Limonense en el Campeonato de Fútbol de Costa Rica 1969, temporada en la cual el club limonense desciende a la Segunda División de Costa Rica. Por ello, se vincularía en 1971 al Club Sport Cartaginés, equipo del cual formaría parte dos temporadas hasta lograr su traspaso al Club Sport Herediano en 1973. Con el club florense se mantendría hasta 1982, teniendo participaciones breves en el extranjero con equipos como el  Platense en 1975 y el Club Social y Deportivo Municipal en 1981. Regresaría a la Asociación Deportiva Limonense en 1982 y posteriormente se vincularía a la Asociación Deportiva Carmelita en 1983, pero su paso por suelos costarricenses sería corto ya que militaría de nuevo en el fútbol extranjero con los equipos Jade East Dynamos en 1983, Club Deportivo Águila en 1985 y el Washington Diplomats en 1986.
Su máxima distinción individual es el título de Campeón goleador nacional logrado con el Club Sport Herediano al alcanzar 19 anotaciones en el Campeonato de Fútbol de Costa Rica 1974, temporada en la que alcanzaría el subcampeonato. Con este mismo equipo, se proclamaría campeón en las temporadas 1978, 1979 y 1981, teniendo una destacada en la primera siendo el anotador de los dos goles en la final ante Asociación Deportiva Municipal Puntarenas.
A nivel de selecciones nacionales disputó las eliminatorias para los Juegos Olímpicos de Montreal 1976 y de los Juegos Olímpicos de Moscú 1980, así como otros 10 juegos clase A, en los cuales anotó en 2 ocasiones. También formaría parte de la Selección Máster de Costa Rica de 1995 a 1997.

### Goles internacionales
| #  | Fecha                | Lugar                                        | Oponente  | Anotaciones | Resultado | Competición                                        |
| -- | -------------------- | -------------------------------------------- | --------- | ----------- | --------- | -------------------------------------------------- |
| 1. | 26 de agosto de 1979 | Estadio Cuscatlán, San Salvador, El Salvador | Guatemala | 1–0         | 1–0       | Eliminatorias a los Juegos Olímpicos de Moscú 1980 |

## Clubes
| Club                   | País           | Año       |
| ---------------------- | -------------- | --------- |
| A.D Limonense          | Costa Rica     | 1970      |
| C.S Cartaginés         | Costa Rica     | 1971-1972 |
| C.S Herediano          | Costa Rica     | 1973-1975 |
| C.D Platense Municipal | El Salvador    | 1975      |
| C.S Herediano          | Costa Rica     | 1976-1981 |
| C.D Municipal          | Guatemala      | 1981      |
| C.S Herediano          | Costa Rica     | 1981-1982 |
| A.D Limonense          | Costa Rica     | 1982      |
| A.D Carmelita          | Costa Rica     | 1983      |
| Jade East Dynamos      | Sudáfrica      | 1983      |
| A.D Yuba Paniagua      | Costa Rica     | 1984      |
| C.D Águila             | El Salvador    | 1985      |
| Washington Diplomats   | Estados Unidos | 1985      |

## Palmarés

### Títulos nacionales
| Título                         | Equipo          | País       | Año  |
| ------------------------------ | --------------- | ---------- | ---- |
| Primera División de Costa Rica | C. S. Herediano | Costa Rica | 1978 |
| Primera División de Costa Rica | C. S. Herediano | Costa Rica | 1979 |
| Primera División de Costa Rica | C. S. Herediano | Costa Rica | 1981 |

### Distinciones individuales
| Distinción                      | Año  |
| ------------------------------- | ---- |
| Goleador de la Primera División | 1974 |